# Österrikes herrlandslag i bandy
Österrikes herrlandslag i bandy representerade Österrike i bandy på herrsidan. Det är oklart när Världsmästerskapsdebuten kommer att ske då man inte är medlem av Federation of International Bandy.  Man deltog i Europamästerskapet i bandy 1913 då som Österrike-Ungern.